# مصيف دورين (سوريا)

## دورين
دورين هي قرية ومصيف سوري تتبع محافظة اللاذقية في سوريا، تبعد دورين عن مدينة اللاذقية 55 كم وهي على ارتفاع 950 متر عن سطح البحر تقع في أحضان الجبال وسط الغابات وسلسلة الجبال الساحلية السورية.

## الموقع والمناخ
تمتاز منطقة جبال الساحل السوري بالطبيعة الجميلة، ومصيف دورين يقع ضمن تجمع لعدد من البلدات والمصايف في أحضان الطبيعة الخلابة وتبعد دورين عن مصيف سلمى كيلومتر واحد فقط وعن صلنفة حوالي 11 كم، وبالقرب منها مجموعة من البلدات الجميلة مثل : انباته، بارود، استربة، كفر دلبة، الكوم، مرج خوخة.
وتمتاز بجمال الطبيعة والهواء العليل المنعش في الصيف والحرارة فيها منخفضة إلى معتدلة وتتساقط فيها الثلوج في الشتاء، وتتوزع في نواحيها الغابات والخضرة وينابيع المياة المتدفقة هنا وهناك مثل نبع الصوفي، نبع حزيرين، نبع العين الشرقية، العين الغربية وغيرها، طبيعة رائعة قيل عن دورين فيها بأنها جنة هواء عليل وغابات وينابيع ومناظر تسحر الالباب.